# Hans Gesellmann
Hans Gesellmann (* 21. März 1903 in Deutschkreutz; † 17. Februar 1977 in Mattersburg) war ein österreichischer Politiker (ÖVP) und Volksschuldirektor in Mattersburg. Gesellmann war verheiratet und vertrat die ÖVP von 1960 bis 1968 im Burgenländischen Landtag.

## Ausbildung und Beruf
Gesellmann wurde als Sohn des Landwirts Georg Gesellmann aus Deutschkreutz geboren und besuchte zunächst fünf Klassen der Volksschule in Deutschkreutz. Im Anschluss war er von 1914 bis 1918 am Benediktinergymnasium und danach an der Lehrerbildungsanstalt in Ödenburg, an der er 1922 die Matura ablegte. Er erwarb die Lehrbefähigung für die deutsche und ungarische Sprache und war zunächst von 1922 bis 1926 Schulleiter in Oberrabnitz. Von 1926 bis 1937 arbeitete er als Oberlehrer an der römisch-katholischen Volksschule in Walbersdorf und wurde von 1937 bis 1938 Direktor der Volksschule Mattersburg. Gesellmann wurde von März bis Mai 1938 in „Schutzhaft“ genommen und aus dem Schuldienst entlassen. Nach seinem Verweis aus Mattersburg kehrte er nach Deutschkreutz zurück und arbeitete ab Juli 1938 bei Schoeller-Bleckmann in Ternitz. Ab Dezember 1938 war er bei der Apostolischen Administratur Burgenland beschäftigt, wurde jedoch 1940 in die Wehrmacht eingezogen. Die Zeit zwischen April und September 1945 verbrachte er in britischer Kriegsgefangenschaft. Nach seiner Rückkehr aus der Kriegsgefangenschaft wurde Gesellmann 1945 wieder als Direktor der Volksschule Mattersburg eingestellt. 1956 wurde er zum Oberschulrat ernannt und zog sich 1968 in die Pension zurück.

## Politik
Gesellmann war zwischen 1934 und 1938 Bezirksleiter der Vaterländischen Front und wurde deshalb 1938 inhaftiert. Nach dem Zweiten Weltkrieg wurde Gesellmann in den Gemeinderat gewählt. Er gehörte dem Gemeinderat 12 Jahre lang an und war davon zwischen 1954 und 1958 vier Jahre Stadtrat. Zwischen dem 5. Mai 1960 und dem 8. März 1968 (Niederlegung seines Landtagsmandat) war er Abgeordneter zum Burgenländischen Landtag. Zudem engagierte sich Gesellmann im Österreichischen Gewerkschaftsbund, war ab 1947 Mitglied und erster Vorsitzender der Sektion Pflichtschullehrer. Innerparteilich übernahm Gesellmann 1959 die Funktion des Bezirksparteiobmanns der ÖVP Mattersburg und war Bezirksgruppenobmann des ÖAAB. 1962 wurde er Obmann des neu gegründeten ÖVP-Lehrervereins.